# Rio Falcău (Calul)
O Rio Falcău é um rio da Romênia, afluente do Calul, localizado no distrito de Neamţ.